# 愛宕山公園 (神戸市)
愛宕山公園（あたごやまこうえん）は、兵庫県神戸市北区に位置する都市公園（近隣公園）。

## 概要
愛宕山（標高462メートル）にある自然の地形を生かした公園で、梅林や散策路があり展望台から有馬の温泉街が一望できる。

## 主な施設
- 梅林、散策路、ベンチ、あずまや

## 周辺
- 有馬温泉
- 有馬稲荷神社
- 神戸電鉄有馬線 有馬温泉駅
- 六甲有馬ロープウェイ 有馬温泉駅
- 芦有ドライブウェイ有馬ゲート料金所

## アクセス
- 神戸電鉄有馬線 有馬温泉駅から徒歩約10分